# Кирс
Кирс — город, административный центр Верхнекамского района Кировской области России.
Распоряжением Правительства РФ от 29 июля 2014 года № 1398-р «Об утверждении перечня моногородов» город включён в категорию «Монопрофильные муниципальные образования Российской Федерации (моногорода), в которых имеются риски ухудшения социально-экономического положения».

## Общие сведения
Город расположен на реке Большой Кирс, близ её впадения в Вятку, в 190 км от Кирова. Железнодорожная станция.

## История
Возник как посёлок при чугунолитейном заводе, который был построен в 1729 году купцом Григорием Вяземским. Завод был назван по реке, название которой происходит от коми-перм. кырс «обрыв, крутой высокий берег», коми кырас «русло».
В 1862 году была произведена реконструкция завода, налажен выпуск торгового железа.
В 1963 году он стал центром Кирсинского промышленного района. В состав промышленного района входили горисполком и шесть поселковых советов. Его экономическую основу составляли Кирсинский кабельный завод, Омутнинский металлургический завод, семь леспромхозов, Омутнинский и Кайский промкомбинаты, Омутнинская фабрика «Игрушка», Кайский целлюлозный завод, Верхнекамский фосфоритный рудник, лесхозы. Сельское хозяйство района состояло из шести колхозов: «Маяк», «Ленинская искра», «Путь к коммунизму», имени Калинина, имени Энгельса, имени Дзержинского. В социальную сферу входили 9 больниц, 22 медсанчасти, 27 фельдшерско-акушерских пунктов, 12 здравпунктов, где работали в общей сложности 68 врачей. В 55 школах учились 13 518 учащихся, имелась развитая сеть учреждений культуры. Верхнекамский район был образован в 1965 году, тогда Кирс стал городом.
2 сентября 2016 года врио губернатора Кировской области подписал Указ о присвоении Кирсу звания «Город трудовой славы». В этой награде заслуга наших земляков, которые ковали Победу в рабочем посёлке Кирс. Здесь не проходил фронт, не шли боевые действия, не было фашистской оккупации, но был проявлен массовый трудовой героизм. Уже в первые месяцы Великой Отечественной войны коллектив Кирсинского завода сумел перестроиться на выпуск профилей и листов из алюминиевых сплавов. Рабочие завода, преодолевая трудности, обеспечивали выполнение задания по выпуску продукции для авиационной и танковой промышленности на протяжении всего периода войны. Например, в 1942 году было прокатано разных крупносортных и мелкосортных профилей 1 993 тонны, а в следующем году — в 2,2 раза больше.
За образцовое выполнение заданий Правительства Указами Президиума Верховного Совета СССР многие заводчане были награждёны высокими правительственными наградами. Помощь фронту приняла самые разнообразные формы. Был проведён сбор средств на строительство танков, самолётов. Жители города на фронт отправляли сухари, бруснику и клюкву, мясо и масло, мёд и муку, табак и кисеты, варежки и носки, и многое, многое другое. В Кирсе была сформирована 61 морская стрелковая бригада. Заботой окружили кирсинцы и раненых воинов Красной Армии, проходивших лечение в эвакогоспитале из г. Харьков.
После окончания войны Кирсинский завод стал осваивать новую для него продукцию — неизолированные провода, алюминиевую проволоку, так необходимую для восстановления народного хозяйства страны.

## Климат
Климат умеренный континентальный. Увлажнение избыточное. Зима холодная и снежная. Лето недолгое.
- Среднегодовая температура воздуха — 1,8 °C
- Среднегодовая относительная влажность воздуха — 78 %. Среднемесячная влажность — от 64 % в мае до 87 % в ноябре.
- Среднегодовая скорость ветра — 2,7 м/с. Среднемесячная скорость — от 2,1 м/с в июле до 3,0 м/с в октябре и декабре[4].

| Показатель              | Янв.  | Фев.  | Март  | Апр.  | Май   | Июнь | Июль | Авг. | Сен. | Окт. | Нояб. | Дек.  | Год   |
| ----------------------- | ----- | ----- | ----- | ----- | ----- | ---- | ---- | ---- | ---- | ---- | ----- | ----- | ----- |
| Абсолютный максимум, °C | 3,0   | 4,6   | 14,0  | 28,0  | 32,0  | 35,0 | 36,5 | 36,0 | 29,6 | 23,1 | 10,0  | 6,0   | 36,5  |
| Средняя температура, °C | −13,5 | −12,4 | −5,2  | 2,6   | 9,6   | 15,4 | 17,7 | 14,2 | 8,6  | 2,0  | −6,3  | −11,4 | 1,8   |
| Абсолютный минимум, °C  | −47,6 | −46,8 | −40,7 | −27,5 | −11,2 | −4,8 | −0,7 | −4,2 | −7   | −22  | −38,5 | −51,3 | −51,3 |
| Норма осадков, мм       | 43    | 28    | 34    | 35    | 58    | 80   | 74   | 74   | 64   | 63   | 52    | 47    | 652   |
| Источник: .             |       |       |       |       |       |      |      |      |      |      |       |       |       |

| Показатель                                                                                       | Янв.  | Фев.  | Март  | Апр.  | Май   | Июнь | Июль | Авг. | Сен. | Окт. | Нояб. | Дек.  | Год  |
| ------------------------------------------------------------------------------------------------ | ----- | ----- | ----- | ----- | ----- | ---- | ---- | ---- | ---- | ---- | ----- | ----- | ---- |
| Абсолютный максимум, °C                                                                          | 4,0   | 6,1   | 14,9  | 26,0  | 31,0  | 35,0 | 36,5 | 36,0 | 29,6 | 22,0 | 10,0  | 6,0   | 36,5 |
| Средний максимум, °C                                                                             | −10,7 | −8,6  | −0,5  | 7,7   | 15,8  | 21,1 | 23,2 | 19,5 | 13,3 | 4,6  | −4,1  | −8,6  | 6,1  |
| Средняя температура, °C                                                                          | −14,2 | −13,1 | −5,4  | 2,6   | 9,8   | 15,1 | 17,4 | 14,0 | 8,7  | 1,5  | −6,7  | −11,6 | 1,5  |
| Средний минимум, °C                                                                              | −18,9 | −18,3 | −11,2 | −3,1  | 3,2   | 8,6  | 11,2 | 8,7  | 4,2  | −1,6 | −10,1 | −15,7 | −3,6 |
| Абсолютный минимум, °C                                                                           | −47   | −45   | −37,8 | −27,5 | −11,1 | −4,2 | −0,7 | −4,2 | −7,2 | −26  | −37   | −51   | −51  |
| Норма осадков, мм                                                                                | 40    | 28    | 31    | 35    | 56    | 78   | 77   | 69   | 62   | 63   | 51    | 44    | 634  |
| Источник: Кирс, Российская Федерация. Архив климатических данных. Архивировано 15 мая 2012 года. |       |       |       |       |       |      |      |      |      |      |       |       |      |

## Население
| 1873 | 1926 |
| ---- | ---- |
| 1782 | 3887 |

| 1876    | 1938    | 1939    | 1959    | 1970    | 1979    | 1989    | 1992    | 1993    |
| ------- | ------- | ------- | ------- | ------- | ------- | ------- | ------- | ------- |
| 3171    | ↗6486   | ↗6600   | ↗10 859 | ↗14 169 | ↗14 387 | ↘14 200 | →14 200 | ↘14 100 |
| 1996    | 2000    | 2001    | 2002    | 2005    | 2006    | 2007    | 2008    | 2009    |
| ↘13 800 | ↘13 500 | ↘13 400 | ↘11 786 | ↘11 500 | ↘11 400 | ↘11 300 | ↘11 100 | ↘11 026 |
| 2010    | 2011    | 2012    | 2013    | 2014    | 2015    | 2016    | 2017    | 2018    |
| ↘10 420 | ↘10 400 | ↘10 263 | ↘10 080 | ↘9930   | ↘9756   | ↘9639   | ↘9589   | ↘9453   |
| 2019    | 2020    | 2021    |         |         |         |         |         |         |
| ↘9271   | ↘9152   | ↘8520   |         |         |         |         |         |         |

На 1 января 2024 года по численности населения город находился на 972-м месте из 1119 городов Российской Федерации.

## Экономика
- завод «Кирскабель»;
- предприятия пищевой промышленности;
- леспромхоз;
- деревообрабатывающее производство.

### Банки
- Сбербанк;
- АКБ «Вятка-банк».

## Средства массовой информации, связь и телекоммуникации

### Пресса
- «Прикамская новь».

### Телевидение
На территории города ведётся ретрансляция 20 телеканалов. В том числе:
- Первый канал,
- Россия 1 / ГТРК Вятка,
- НТВ,
- Россия К,
- Звезда,
- ТНТ,
- МУЗ-ТВ,
- Карусель,
- Пятница!,
- Звезда,
- Домашний.

Услуги IP-TV предоставляет интернет-провайдер «Ростелеком».

### Интернет в городе
Интернет в городе представлен провайдерами «Ростелеком», «ЦОДИТ» и «Инновационный центр Верхнекамья». Интернет предоставляется по технологиям ADSL, FTTB, Wi-Fi и UMTS/WCDMA.

### Телефония
Телефонную связь в городе предоставляет ОАО «Ростелеком», номер телефона пятизначный, код города (83339).

### Сотовая связь
Услуги сотовой связи предоставляют ОАО «Мобильные ТелеСистемы», ЗАО «МегаФон» и компания «Вымпелком. В декабре 2009 года в Кирс пришёл оператор «Теле2».

## Достопримечательности
- Покровская церковь — строительство начато в 1894 году, освящена 1 (14) октября 1915 года. В годы советской власти использовалась как клуб завода.
- Аллея из лип и лиственниц, посаженных в 1861 году, в честь отмены крепостного права в России.
- Большой Кирсинский пруд — протяжённостью 9 км, искусственный водоём, строительство которого велось с 1729 по 1739 гг. крепостными управляющего заводом Г.Вяземского и наёмными рабочими под руководством мастера из Устюга Евсея Крылова. Вода пруда давала энергию механизмам Кирсинского железоделательного завода.
- Аллея памяти отдавших жизнь за Победу в Великой Отечественной войне.
- Городской фонтан и прилегающая зона отдыха.

## Досуг
- Районный исторический музей. Был создан 29 декабря 1977 года.
- Дом культуры.
- Кинотеатр «Заря».
- Детско-юношеская спортивная школа.
- Открытый стадион завода «Кирскабель»

## Образование
Единственное учреждение полного среднего образования — Кировское областное государственное общеобразовательное бюджетное учреждение средняя школа с углублённым изучением отдельных предметов (КОГОБУ СШ с УИОП г. Кирс), появившаяся в результате реорганизации школ № 1 и № 3 в 2005 году.
Вятский государственный торгово-промышленный техникум (ВГТПТ), бывшее профессиональное училище № 24, предоставляющее образовательные услуги с 1940 года. Функционирует автошкола, МКОУ «Детская музыкальная школа».

## Транспорт

### Железнодорожный транспорт
В городе находится железнодорожная станция ветки Яр — Верхнекамская Гайно-Кайской железной дороги. Железная дорога имеет ответвление на территорию завода «Кирскабель».

#### История строительства
Строительство железнодорожной ветки осуществлял трест «Уралжелдорстрой». Строительство начато зимой 1930 года и продолжалось один год. Первый железнодорожный вокзал построен в 1930-х годах и был уничтожен пожаром в 1937 году. Нынешнее здание вокзала возведено в 1986 году. С 2010 года в здании размещается управление товарной конторы станции Верхнекамская.

#### Пассажирские перевозки
Пассажирский железнодорожный транспорт курсирует 2 раза в сутки. Рано утром и вечером до станции Верхнекамская в северном направлении, и до станции Яр (утром) и ст. Киров (вечером) — в южном. Движение обеспечивает локомотивное депо ст. Шлаковая. Ранее в северном направлении поезд ходил до посёлка Лесного, однако сильно изношенное железнодорожное полотно и отсутствие спроса пассажиров позволяют пускать лишь локомотив и один вагон. Скорость состава по станции Рудничный составляет всего 5 километров в час.

### Автомобильный транспорт
Осуществляется ежедневное автобусное сообщение с областным центром (время в пути — от 3 до 5 часов).
- № 238 Кирс — Киров.

Местное автобусное сообщение внутри района представлено 6 маршрутами:
- № 101 Кирс — Светлополянск;
- № 102 Кирс — Гарь;
- № 103 Кирс — Кочкино-Пещёра;
- № 202 Кирс — Южаки;
- № 205 Кирс — Лесное;
- Кирс — Екатерина.

Официальное расписание
Городское сообщение представлено 2 маршрутами:
- № 1 Стройпосёлок — Леспромхоз;
- № 2 Зарека — Торф.

В 1990 году в городе существовало 6 автобусных маршрутов.
Функционирует такси.

### Авиационный транспорт
В городе существует грунтовый аэродром, эксплуатировавшийся до начала 1990-х годов. Сообщение с областным центром осуществлялось на Ан-2, время в полёте составляло менее часа.
В настоящий момент аэродром не функционирует.
По состоянию на август 2012 года ведутся переговоры с ОАО «КировАвиа» по возобновлению полётов

## Медицина
- Верхнекамская центральная районная поликлиника.
- Верхнекамская центральная районная больница.
- Верхнекамская центральная районная аптека, в том числе филиал.
- Коммерческие аптечные пункты.

## Знаменитые земляки
- Широнин Пётр Николаевич — Герой Советского Союза, командир взвода.
- Цылёв Павел Николаевич — Герой Советского Союза, командир отделения.
- Патермуфий (Артемихин) — старообрядческий епископ Уссурийский и всего Дальнего Востока
- Осколков Евгений Анатольевич — лауреат Государственной премии РФ.

## Фотогалерея
- Покровская церковь (справа) и школа
- Аллея лип в городе Кирс
- Городской фонтан и прилегающая зона отдыха
- Большой Кирсинский пруд, вид от ДК
- Вид с колокольни на центральную площадь
- Городской парк
- Памятника воинам-освободителям